# Acanthopulvinaria orientalis
Acanthopulvinaria orientalis är en insektsart som först beskrevs av Nasonov 1908.  Acanthopulvinaria orientalis ingår i släktet Acanthopulvinaria och familjen skålsköldlöss. Inga underarter finns listade i Catalogue of Life.